# Зволле
Зволле (нід. Zwolle) — місто і муніципалітет в Нідерландах, розташоване за 120 км від Амстердама, адміністративний центр провінції Оверейсел. Населення міста близько 115 тис. мешканців.

## Населені пункти муніципалітету
Міста
- Зволле

Села
- Вейтмен
- Віндесгейм

Селища
- Барло
- Герфте
- Гарст
- Гаркюло
- Де-Ліхтміс
- Залне
- Лангенолте
- Мастенбрук
- Олденел
- Сполде
- Схелле
- Франкгейс

## Спорт
В місті базується професійний футбольний клуб «Зволле». Домашні матчі проводить на стадіоні «МАК³ПАРК», що здатний вмістити 14 000 глядачів.

## Персоналії
- Петер Весселс (нар. 1978) — нідерландський тенісист.
- Шарлотта Весселс — нідерландська мецо-сопрано-співачка.
- Рінус Ісраел (нар. 1942) — нідерландський футболіст і футбольний тренер.
- Тома Кемпійський (прибл. 1380–1471) — німецький католицький містик.
- Берт Контерман (1971) — нідерландський футболіст.
- Тон Копман — нідерландський клавесиніст.
- Михайло Мінський — український та російський концертно-камерний і оперний співак-баритон.
- Джонні Реп (нар. 1951) — нідерландський футболіст.
- Ян Смекенс — нідерландський ковзаняр.
- Яп Стам (нар. 1972) — нідерландський футболіст і футбольний тренер.
- Томас Йоанес Стілтьєс — нідерландський математик.
- Піт Схрейверс (1946–2022) — нідерландський футболіст.
- Герард Терборх — нідерландський художник-портретист.[2]
- Йоган Торбеке — державний діяч Нідерландів.

## Галерея

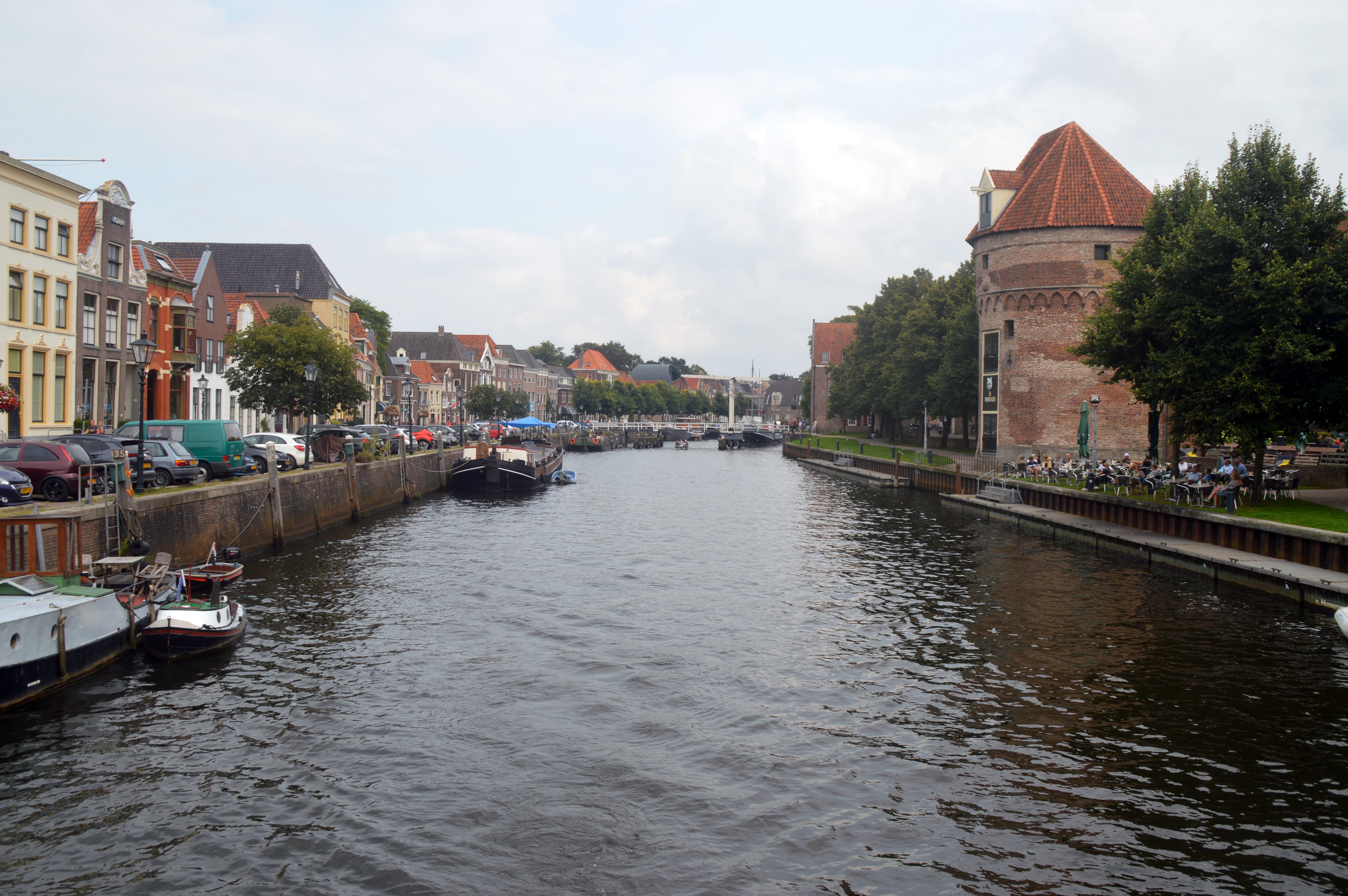
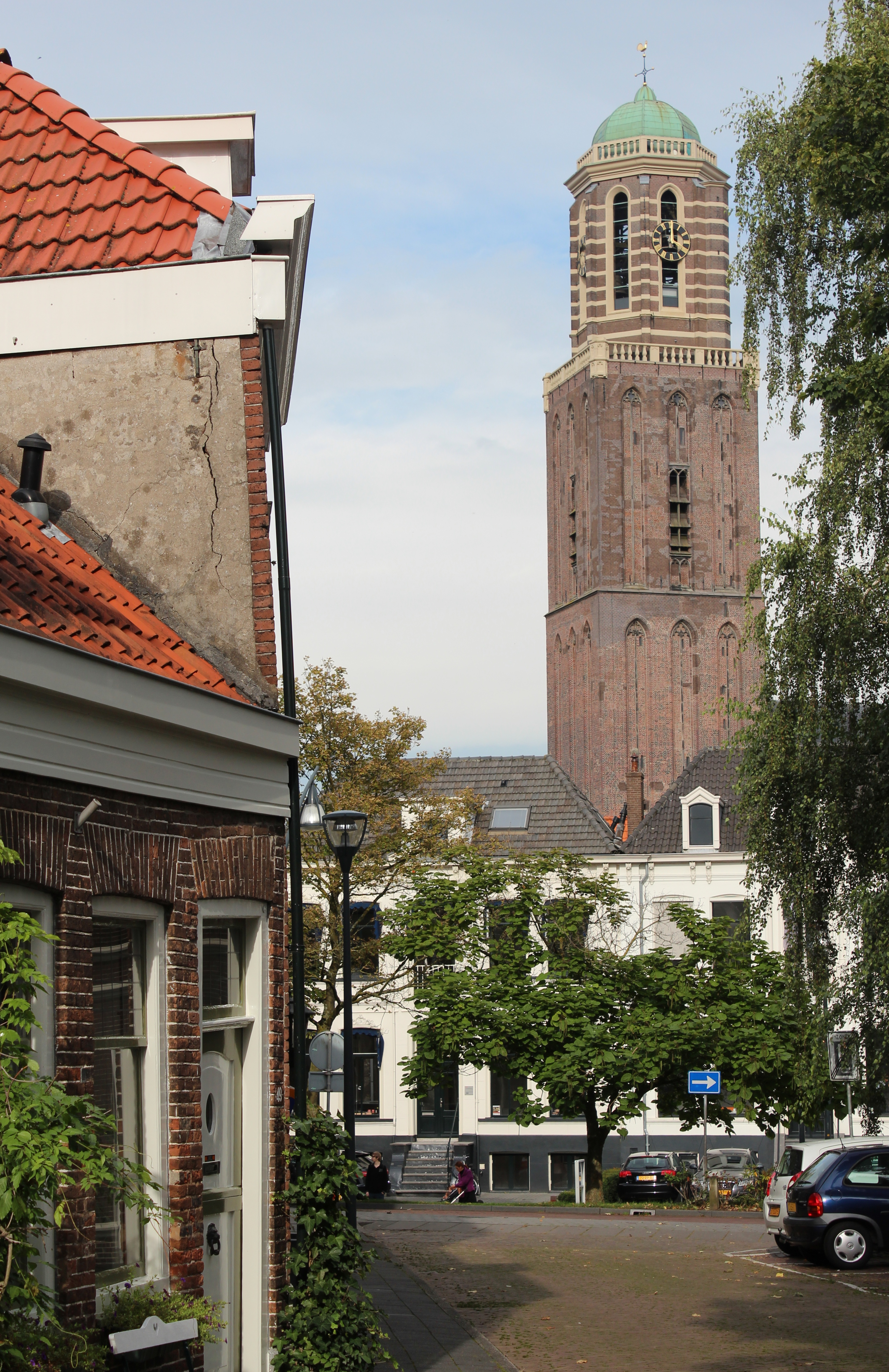
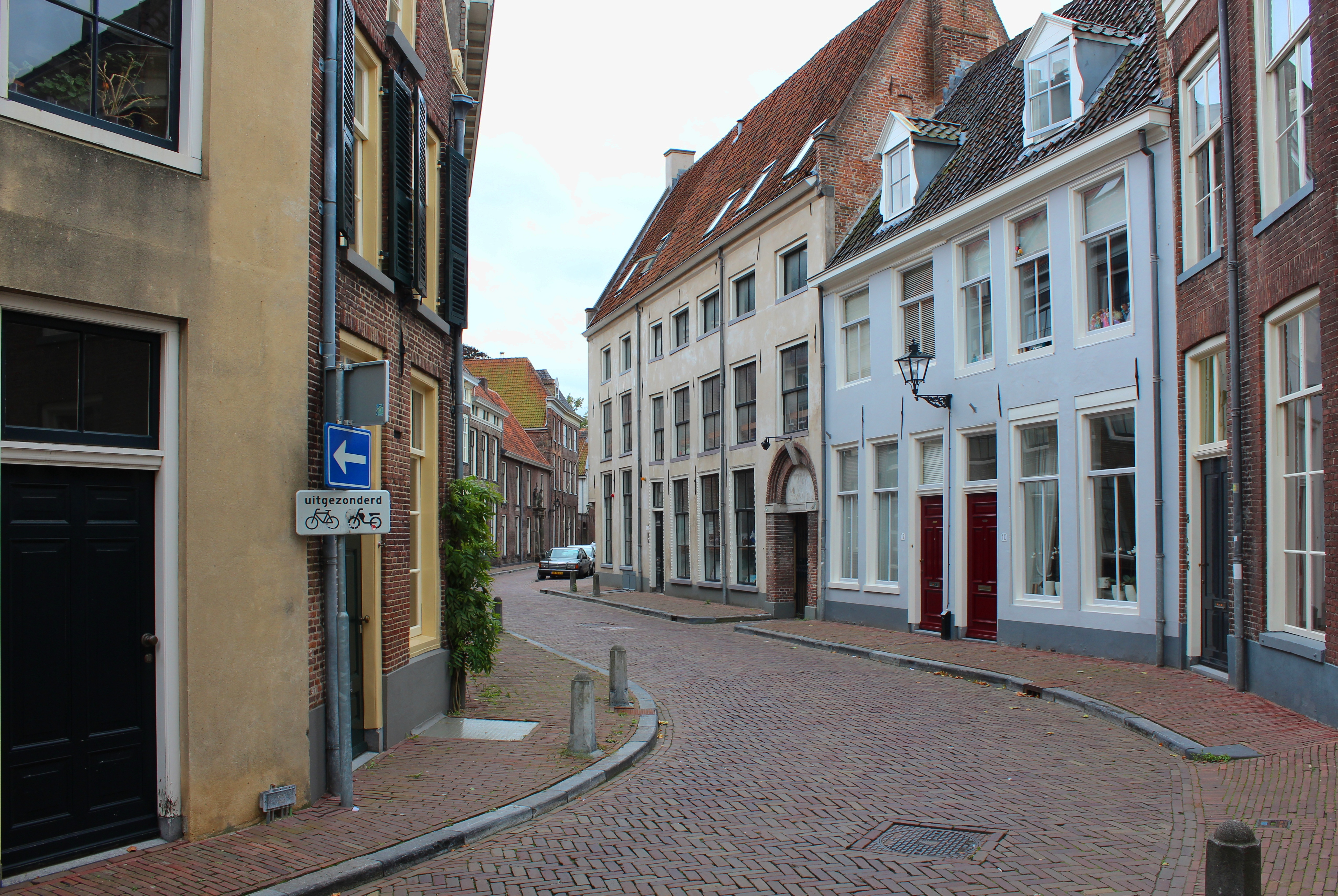
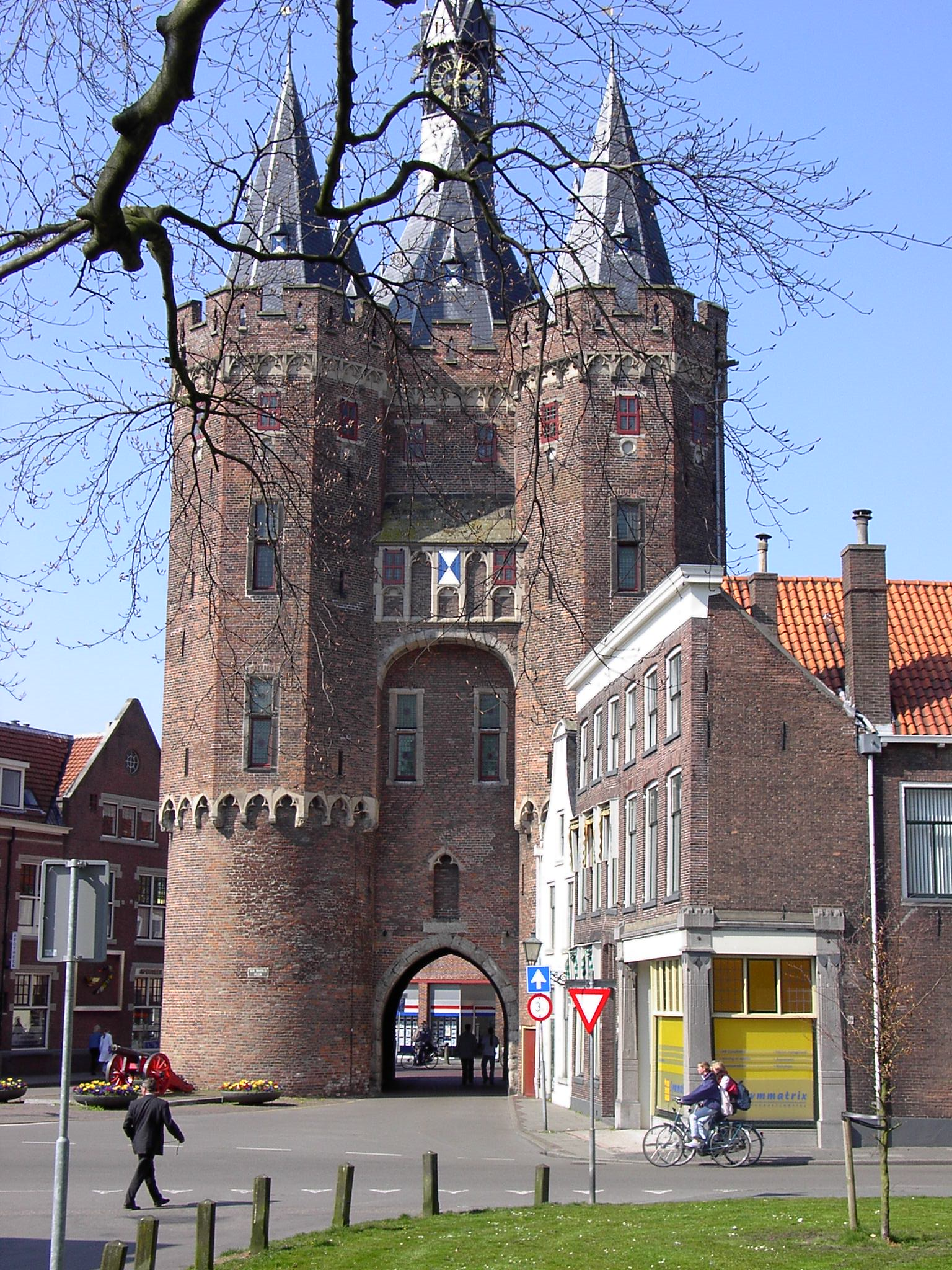
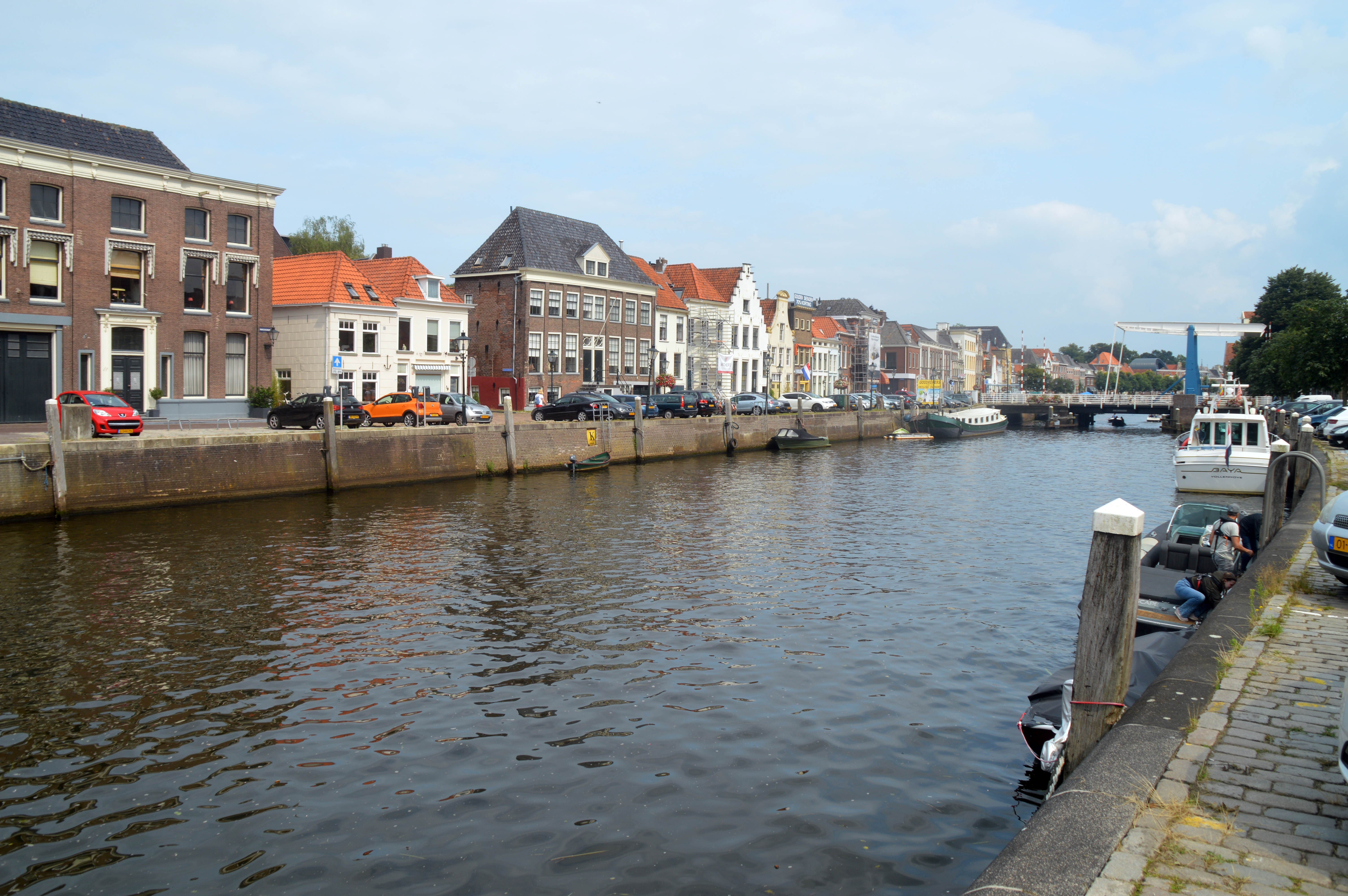
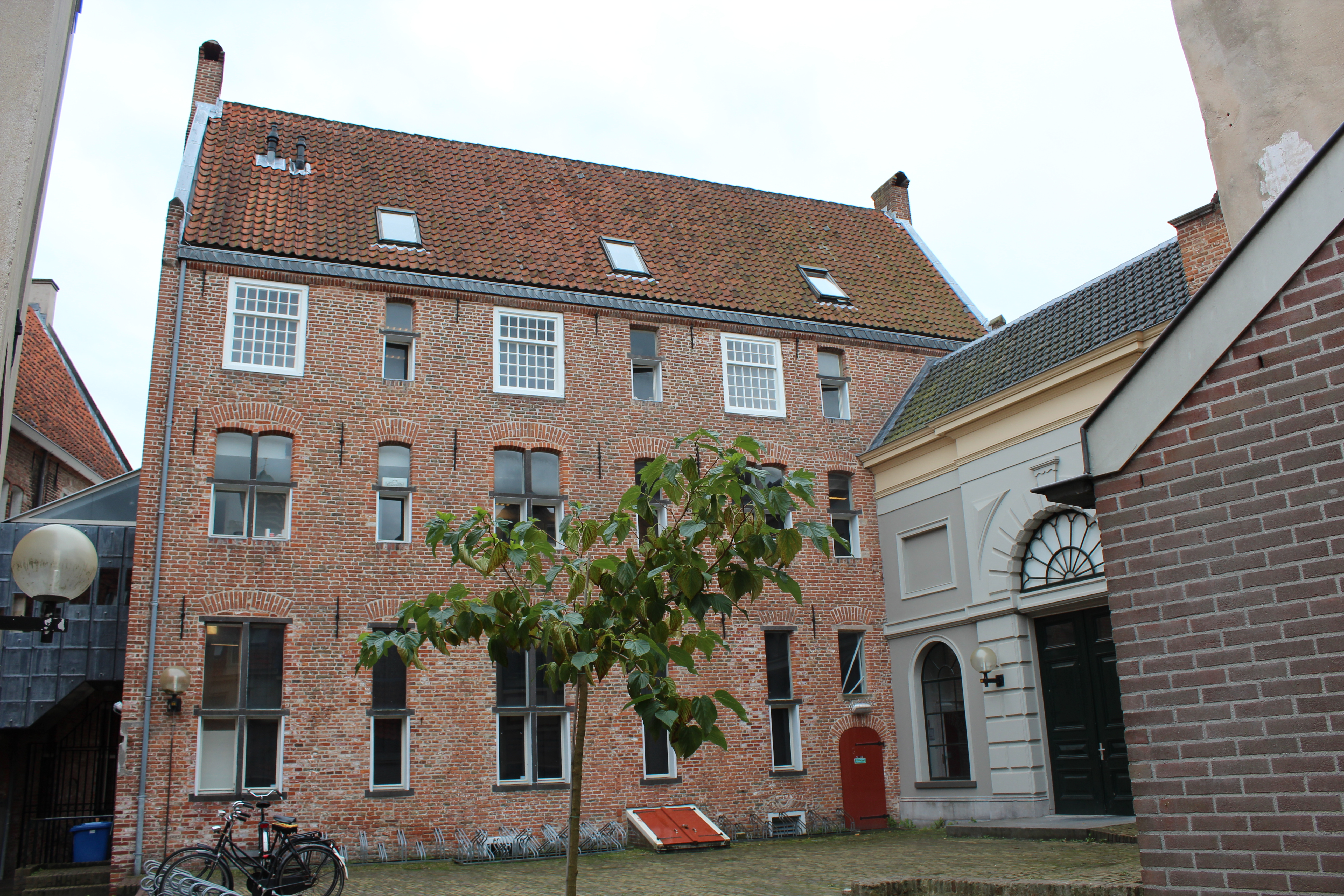
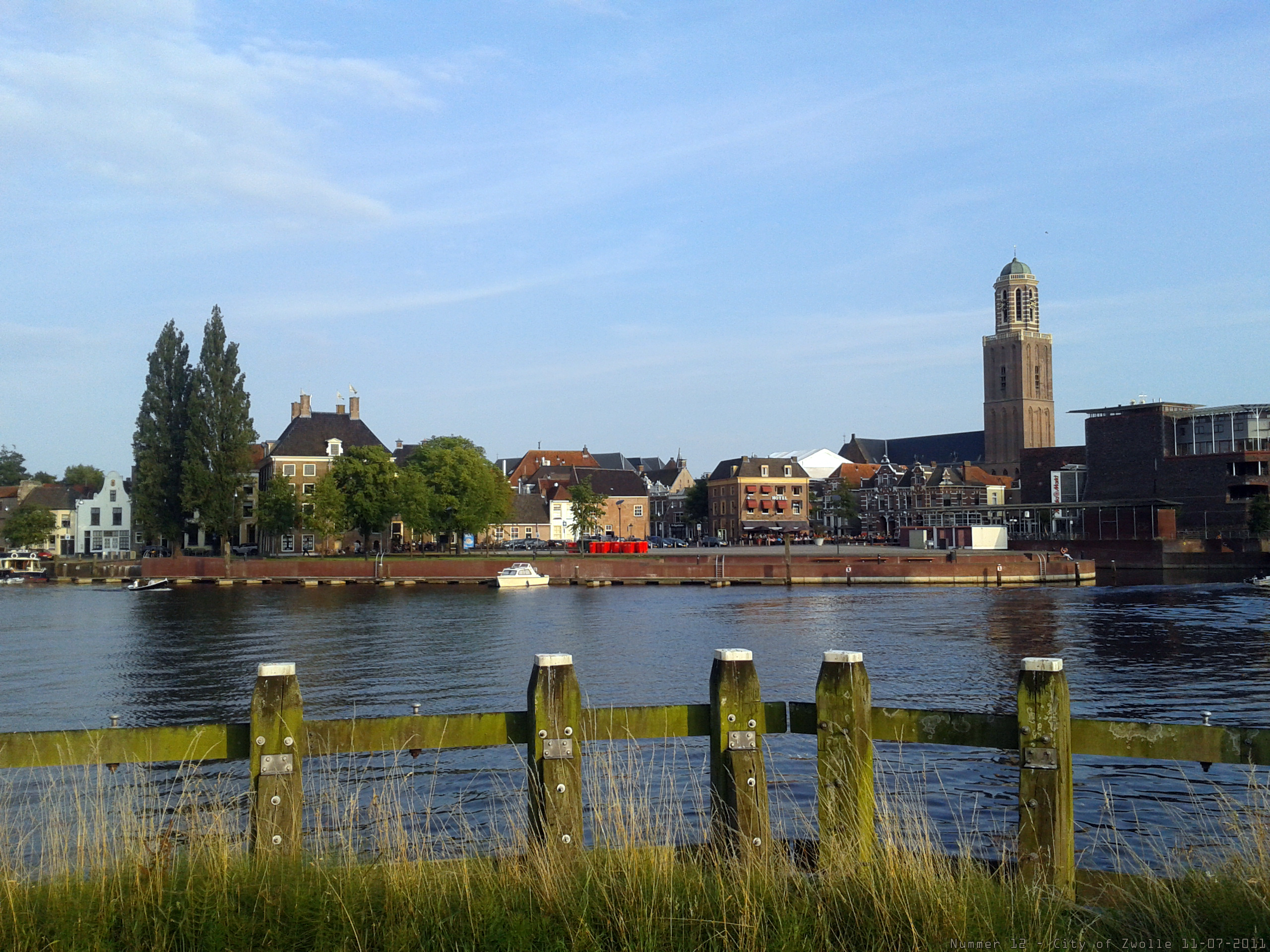
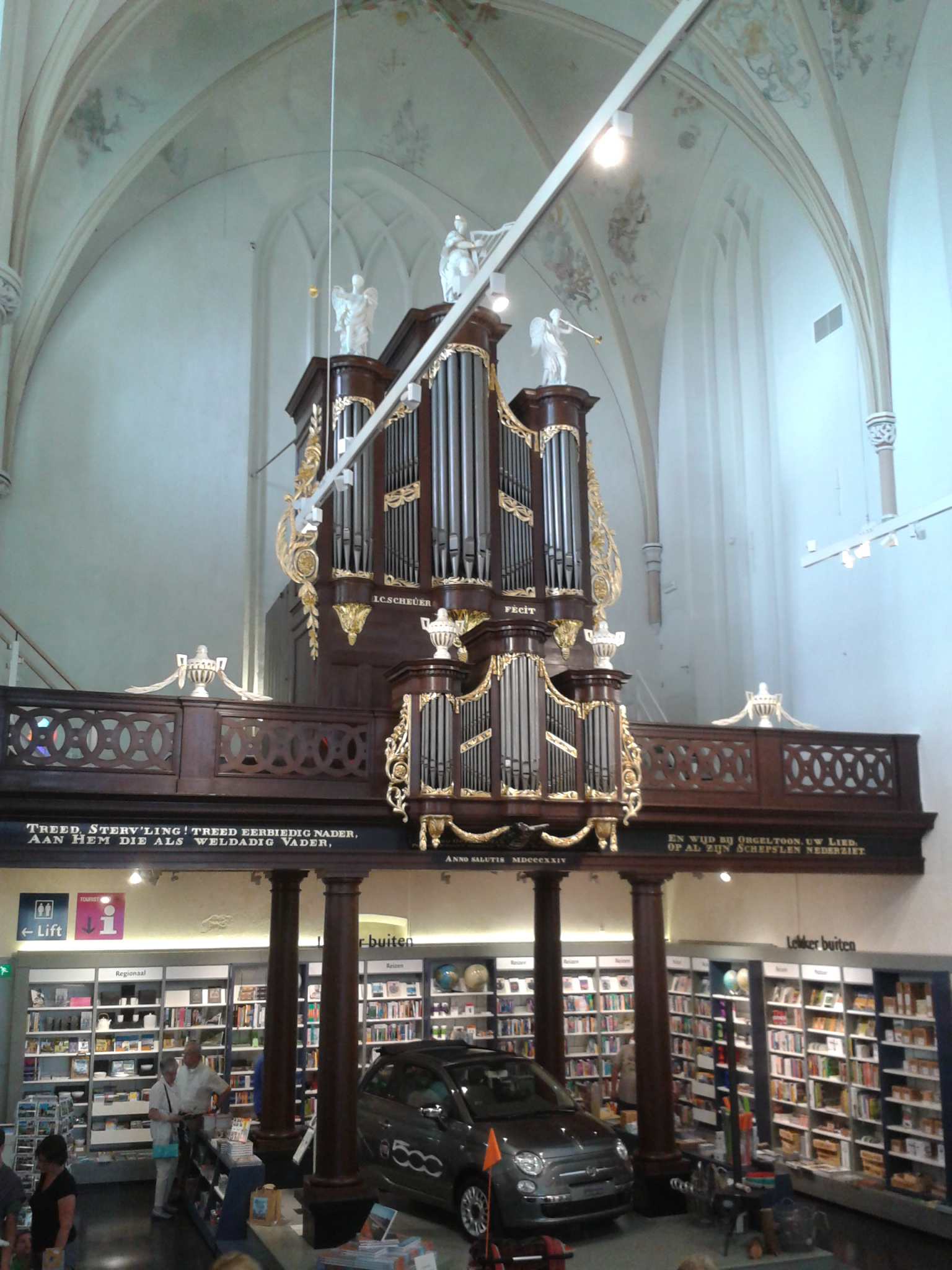

## Міста-побратими
- Люнен, Німеччина
- Ерсехальма, Угорщина
- Рутобве, Руанда
- Вологда, Росія
- Калінінград, Росія